# Argostemma havilandii
Argostemma havilandii är en måreväxtart som beskrevs av Henry Nicholas Ridley. Argostemma havilandii ingår i släktet Argostemma och familjen måreväxter. Inga underarter finns listade i Catalogue of Life.